# Frisch (Familienname)
Frisch ist ein deutscher Familienname.

## Namensträger

### A
- Aileen Frisch (* 1992), deutsch-südkoreanische Rennrodlerin
- Albert Frisch (Verleger) (Christoph Albert Frisch; 1840–1918), deutscher Reproduktionstechniker, Kunstverleger und Fotograf
- Albert Frisch (Komponist) (Al Frisch; 1916–1976), US-amerikanischer Komponist
- Alexander Frisch (* 1975), deutscher Basketballspieler
- Alfred Frisch (Mediziner) (Alfred Viktor Frisch; 1890–1960), österreichischer Internist
- Alfred Frisch (Jurist) (1910–1991), österreichischer Jurist, Lyriker und Schriftsteller
- Alfred Frisch (Journalist) (1913–2009), deutscher Journalist und Publizist
- Andrea Frisch (* um 1965), Romanistin und Hochschullehrerin für französische Literatur der Renaissance
- Andreas Frisch († 1661), österreichischer Kunsttischler
- Anja Frisch (* 1976), deutsche Schriftstellerin
- Anton von Frisch (1849–1917), österreichischer Urologe
- Anton Frisch (Politiker, 1889) (1889–1963), österreichischer Politiker (ÖVP), Nationalrat und Bundesrat
- Anton Frisch (Radsportler) (um 1929–1962), österreichischer Querfeldein-Radsportler
- Anton Frisch (Politiker, 1954) (* 1954), österreichischer Politiker (FPÖ), Tiroler Landtagsabgeordneter
- Arno Frisch (* 1975), österreichischer Filmschauspieler

### C
- Carl Frisch (1875–1944), deutscher Unternehmer
- Christian von Frisch (1807–1881), deutscher Pädagoge, Gelehrter und Politiker
- Christian Frisch (Radsportler) (1891–1954), dänischer Radsportler
- Christian Frisch (Radsportler, 1938) (* 1938), österreichischer Radsportler
- Christoph M. Frisch (* 1959), deutscher Künstler
- Cyrus Frisch (1969), niederländischer Filmemacher

### E
- Eduard Wassiljewitsch Frisch (1833–1907), deutsch-baltischer Jurist und Politiker, Vorsitzender des russischen Staatsrates
- Efraim Frisch (1873–1942), deutscher Schriftsteller
- Ernst von Frisch (1878–1950), österreichischer Historiker und Bibliothekar
- Ewald von Frisch (1803–1872), mecklenburgischer Gutsbesitzer und Mitglied im Bund der Kommunisten

### F
- Frankie Frisch (1898–1973), US-amerikanischer Baseballspieler
- Fredrik Frisch (* 1999), deutscher Volleyballspieler
- Friedrich Frisch (1813–1886), deutscher Maler
- Fritz Frisch (Unternehmer) (1908–1979), deutscher Unternehmer
- Fritz Frisch, deutscher Turner

### G
- Georg Frisch († 1620), österreichischer Kunsttischler und Altarbauer
- Gero Frisch (* 1977), deutsch-österreichischer Chemiker und Hochschullehrer
- Gertrud Frisch-von Meyenburg (1916–2009), Schweizer Architektin

### H
- Hans von Frisch (1875–1941), österreichischer Jurist
- Hans Frisch (1896–1963), deutscher Unternehmer
- Harry L. Frisch (1928–2007), US-amerikanischer Physikochemiker
- Hartvig Marcus Frisch (Kaufmann) (1754–1816), dänischer Kaufmann
- Hartvig Marcus Frisch (Politiker) (1893–1950), dänischer Politiker und Klassischer Philologe
- Heinrich Frisch (1644–1693), deutscher Maler
- Helmut Frisch (1936–2006), österreichischer Wirtschaftswissenschaftler
- Hermann Frisch (Radsportler) (vor 1929–2001), österreichischer Radrennfahrer und Radsportfunktionär
- Hermann-Josef Frisch (* 1947), deutscher Autor und römisch-katholischer Priester
- Hilde Schürk-Frisch (1915–2008), deutsche Künstlerin

### J
- Jeffrey Frisch (* 1984), italienisch-kanadischer Skirennläufer
- Jodocus Leopold Frisch (1714–1789), deutscher Naturforscher
- Johann Frisch (Pastor) (1636–1692), deutscher Pastor
- Johann Christian Frisch (1651–1677), Schweizer Bildhauer und Tischler österreichischer Herkunft
- Johann Christoph Frisch (1738–1815), deutscher Maler, Zeichner und Radierer
- Johann David Frisch (1676–1742), deutscher Pfarrer und Theologe
- Johann Friedrich Frisch (1715–1778), deutscher Theologe
- Johann Gottfried Frisch (1656?–1732), deutscher Bildhauer
- Johann Leonhard Frisch (1666–1743), deutscher Sprach- und Naturforscher
- Johannes Frisch (1628–1673/1675), österreichischer Bildhauer und Tischler
- Josef Frisch (Jesuit) († 1745), deutscher Jesuit und Architekt
- Josef Frisch (1931–2017), deutscher Fußballspieler
- Justinian Frisch (1879–1949), österreichischer Journalist und Übersetzer

### K
- Karin Frisch, Geburtsname von Karin Reichert-Frisch (* 1941), deutsche Leichtathletin
- Karl Frisch (Theologe) (Pseudonym Friedrich Dewa; 1876–nach 1902), deutscher katholischer Theologe
- Karl von Frisch (1886–1982), deutscher Zoologe
- Karl Frisch (Unternehmer) (1904–1984), deutscher Fabrikant
- Karl Friedrich Frisch (1808–1874), deutsch-schwedischer Geograph und Übersetzer

### L
- Lore Frisch (1925–1962), deutsche Schauspielerin
- Lutz Frisch (* 1944), deutscher Politiker (CDU)

### M
- Marianne Frisch (* 1939), deutsche Übersetzerin
- Marie von Frisch (geb. Marie Exner; 1844–1925), österreichische Autorin
- Mathias Frisch (* 1964), Philosoph und Hochschullehrer
- Max Frisch (1911–1991), Schweizer Schriftsteller und Architekt
- Mechtild Frisch (* 1943), tschechische Malerin
- Michael Frisch (* 1957), deutscher Lehrer und Politiker (AfD)

### O
- Otto Frisch (1904–1979), österreichisch-britischer Physiker
- Otto von Frisch (1929–2008), deutscher Zoologe, Autor und Schauspieler

### P
- Paul Frisch (1926–1977), US-amerikanischer Psychologe
- Peter Frisch (1935–2018), deutscher Jurist und Beamter
- Peter Frisch (Philologe) (1942–2015), deutscher Klassischer Philologe, Papyrologe und Epigraphiker

### R
- Ragnar Anton Kittil Frisch (1895–1973), norwegischer Ökonom
- Ralf Frisch (* 1968), deutscher evangelischer Theologe und Hochschullehrer
- Rose E. Frisch (1918–2015), US-amerikanische Medizinerin
- Rudolf Frisch (* 1953/1954), deutscher Wirtschaftsmanager

### S
- Samuel Gottlob Frisch (1765–1829), deutscher lutherischer Theologe
- Sergei Eduardowitsch Frisch (1899–1977), russischer Physiker und Hochschullehrer
- Stefanie Frisch, deutsche Englischdidaktikerin

### T
- Theo Frisch-Gerlach (1907–1983), österreichischer Schauspieler, Theaterregisseur, Hörspielsprecher und Hörspielautor
- Theodor Frisch (1913–1980), deutscher Kommunalpolitiker (CDU)

### U
- Uriel Frisch (* 1940), französischer Mathematiker

### V
- Viktor Frisch (1876–1939), österreichischer Maler und Bildhauer

### W
- Walter Frisch (* 1951), Musikwissenschaftler und Hochschullehrer
- Walter Frisch-Niggemeyer (1922-nach 1988), österreichischer Virologe und Hochschullehrer
- Walther Frisch (1879–1966), deutscher Jurist und Kommunalpolitiker
- Werner Frisch (* 1928), deutscher Kaufmann und Brecht-Forscher
- Wilhelm Frisch (Unternehmer) (1849–1920), deutscher Fabrikant und Firmengründer
- Wilhelm Frisch (1891–1940), deutscher Politiker
- Wolfgang Frisch (Geologe) (* 1943), deutsch-österreichischer Geologe
- Wolfgang Frisch (Jurist) (* 1943), deutscher Rechtswissenschaftler
- Wolfgang Frisch (Musiker) (* 1974), österreichischer Musiker und Komponist
- Wolfgang Frisch (Sänger) (Wolfgang Frisch-Catalano; * vor 1976), deutscher Opern- und Konzertsänger (Tenor)